# Жаксыбеков, Совет Шпекбаевич
Совет Шпекбаевич Жаксыбеков (каз. Совет Шпекбайұлы Жақсыбеков, 10 июля 1932 год, аул Караколь, Таскескенский район, Семипалатинская область, Казахская ССР) — колхозник, бригадир укрупнённой бригады чабанов совхоза имени Абжанова, Герой Социалистического Труда (1966). Депутат Верховного Совета СССР 9 созыва (1974—1979).

## Биография
Родился 10 июля 1932 года в семье чабана Шпекбая Жаксыбекова в ауле Караколь Таскескенского района Семипалатинской области (сегодня — Урджарский район Восточно-Казахстанской области, Казахстан). В 1947 году вступил в колхоз имени Абажанова, где работал подпаском. В 1950 году окончил курсы овцеводов. В 1957 году стал управлять отдельной отарой. В 1958 году вступил в КПСС.
В 1965 году был назначен бригадиром укрупнённой бригады чабанов. За бригадой чабанов, которой руководил Совет Жаксыбеков, было закреплено несколько 3 отары, которые насчитывали 2147 овец. В 1965 году бригадой было получено 1851 ягнят от 1307 овцематок. С каждой овцы было пострижено в среднем по 4,6 килограмм шерсти. За этот доблестный труд была удостоена в 1966 году звания Героя Социалистического Труда.
Участвовал во всесоюзной выставке ВДНХ. Был избран делегатом XXIII съезда КПСС и кандидатом в члены ЦК Компартии Казахстана. Депутат Верховного Совета СССР 9-го созыва (1974-1979), заместитель Председателя Совета Национальностей Верховного Совета СССР (1974-1979). Делегат XXIII съезда КПСС (1966). Кандидат в члены ЦК Компартии Казахстана.
```
  И один внук остался
```

Фио:Советов Марлен Дауленулы. 
Год рождения:28.01.04
Город:Семей.

## Награды
- Герой Социалистического Труда — указ Президиума Верховного Совета СССР от 22 марта 1966 года;
- Орден Ленина (1966);
- дважды Орден Трудового Красного Знамени;
- Золотая медаль ВДНХ.